# Coua reynaudii
Il cua fronterossa o coua di Reynaud (Coua reynaudii Pucheran, 1845) è un uccello della famiglia Cuculidae.

## Distribuzione e habitat
Questo uccello è endemico del Madagascar.

## Tassonomia
Coua reynaudii non ha sottospecie, è monotipico.